# Odontomysopidae
Famille
Genre
Les Odontomysopidae forment une famille éteinte de rongeurs.
Le seul genre rattaché à cette famille est Odontomysops.

## Liste des genres
Selon Paleobiology Database (15 avril 2015) :
- genre Odontomysops